# Batuque FC
Batuque Futebol Clube is een Kaapverdische voetbalclub uit Mindelo, gelegen op het eiland São Vicente. Een bekende speler van de club is Héldon Ramos.

## Erelijst
Voetbalkampioenschap van São Vicente
2001–02, 2002–03, 2009–10, 2011–12
Openingstoernooi van São Vicente
2006/07
Beker van São Vicente
2000–01, 2005–06, 2009/10, 2013/14
Supercup van São Vicente
2009–10, 2011/12, 2013/14